# 13241 Бійо
13241 Бійо (13241 Biyo) — астероїд головного поясу, відкритий 22 травня 1998 року.
Тіссеранів параметр щодо Юпітера — 3,597.